# Üchtritz Zsigmond
Neubronni és Leinrodeni báró Üchtritz Zsigmond Henrik Adalbert /németül: Sigmund Heinrich Adalbert von Üchtritz, Freiherr von Neubronn und Leinroden/ (Marcaltő, 1846. május 24. – Budapest, 1925. április 16.) országgyűlési képviselő, főrendiházi tag, neves lótenyésztő.

## Élete
Üchtritz Emil báró, az 1848–49-es forradalom és szabadságharc honvéd ezredese és Amádé Dominika grófnő ifjabbik fiúgyermekeként született, az Amade-grófok régi birtokán, Marcaltőn. 1878-ban az ugodi kerület országgyűlési képviselőjévé választották a Szabadelvű Párt színeiben, de mandátuma lejártával nem sikerült újra bejutnia a parlamentbe. 1884-ben ismét elindult a választásokon, ekkor a körmendi kerület küldte az országgyűlésbe. Később, amikor a főrendiházat újjászervezték, a király kinevezte a főrendiház tagjává 1884-ben. A parlamentben ezen kívül a közgazdasági és közeledési bizottság tagja lett. Több évtizeden keresztül Magyarország egyik legnagyobb telivértenyésztője volt. A lovaregylet és a nemzeti kaszinó választványi tagjaként működött. Több híres versenylova is volt, de az első világháború kitörésekor eladta egész ménesét, versenyistállóját pedig megszüntette.